# Signalsprache
Als Signalsprache bezeichnet man ein der menschlichen Kommunikation dienendes, aber nichtsprachliches Zeichensystem. Als Beispiele können Flaggen- oder Lichtzeichen angeführt werden, die der Verständigung auf Flugfeldern oder auf See dienen. 

## Abgrenzung zu weiteren Signalsprachen
Es gibt Sprachen, die statt mit Lauten oder Buchstaben auf andere Weise produziert werden, aber gleichwohl natürliche Sprachen sind, so etwa im Falle der Gebärdensprachen. Eine andere Form, sprachliche Zeichen darzustellen, ist der Morsecode, der lediglich statt Buchstaben Morsezeichen verwendet.